# Schizoporella cornualis
Schizoporella cornualis är en mossdjursart som beskrevs av Hayward och Ryland 1995. Schizoporella cornualis ingår i släktet Schizoporella och familjen Schizoporellidae. Inga underarter finns listade i Catalogue of Life.